# Euthycera korneyevi
Euthycera korneyevi är en tvåvingeart som beskrevs av Rudolf Rozkošný 2006.
Euthycera korneyevi ingår i släktet Euthycera och familjen kärrflugor. Inga underarter finns listade i Catalogue of Life.